# Tillsammans kan vi
Tillsammans kan vi är en singel med Attentat gjord i samarbete med Sören ”Sulo” Karlsson och är en bearbetning av Billy Braggs ”A Power in the Union”.  
Medverkar gör Mats Jönsson, Magnus Rydman, Cristian Odin, Patrik Kruse, Paul Schöning och Sören Karlsson. Seydi Mandoza toastar, spelar orgel gör Anders Kwarnmark.   